# Joseph Jules Dejerine
Vista da sepultura.
Joseph Jules Dejerine (Genebra, 3 de agosto de 1849 — Paris, 26 de fevereiro de 1917) foi um neurologista francês. Ele trabalhou no Hôpital Salpêtrière de 1895, tornou-se professor de história da medicina em 1901 e recebeu uma nomeação sênior no Salpêtrière em 1911 como professor de neurologia na Universidade de Paris, Faculdade de Medicina. Dejerine casou-se com uma de suas alunas em 1887.
Dejerine foi um dos pioneiros no estudo da localização da função no cérebro, tendo demonstrado pela primeira vez que a dislexia pode ocorrer como resultado de lesões dos giros supramarginal e angular. Posteriormente Dejerine se interessou por psicologia tendo defendido a visão de que a personalidade do psicoterapeuta é crucial em qualquer interação com o paciente.

## Biografia
Joseph Jules Dejerine nasceu de pais franceses em Genebra, Suíça, onde seu pai era proprietário de uma carruagem. Durante a Guerra Franco-Prussiana (1870) Dejerine trabalhou como voluntário em um Hospital de Genebra e na primavera de 1871 decidiu prosseguir seus estudos de medicina em Paris. Na França, ele foi apresentado e posteriormente tornou-se aluno de Alfred Vulpian , um notável neurologista.  Após a qualificação, ele alcançou as classificações acadêmicas e ganhou vários prêmios. Em 1877 foi nomeado para o Hôpital Bicêtre, onde organizou um laboratório patológico. Tornou-se professeur agrégéem 1886, e encontrou a oportunidade de concentrar seus esforços na neurologia. Ele trabalhou no Hôpital Salpêtrière de 1895, tornou-se professor de história da medicina em 1901 e recebeu uma nomeação sênior no Salpêtrière em 1911 como professor de neurologia na Universidade de Paris, Faculdade de Medicina.
Em 1888, Dejerine casou-se com sua aluna, Augusta Marie Klumpke, que havia estudado medicina em Paris e em 1887 foi a primeira mulher a se tornar interna des hôpitaux.  Dejerine morreu em 1917 de uremia aos 68 anos, fisicamente debilitado pelo estresse do trabalho em um hospital militar durante a Primeira Guerra Mundial.  O centenário de seu nascimento foi comemorado em 1949 no quarto Congresso Internacional de Neurologia em Paris, quando o aluno de Dejerine, André Thomas, fez um discurso sobre a vida e as realizações de seu mentor.

## Avanços na medicina

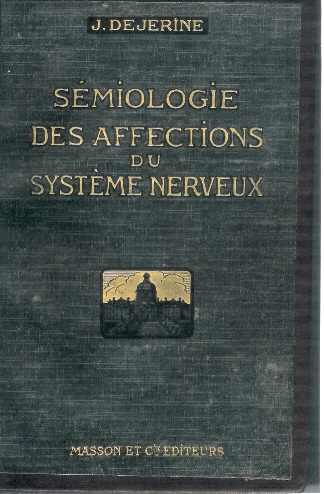
Sémiologie des Affections du Système Nerveux, Paris, 1914

Dejerine foi um dos pioneiros no estudo da localização da função no cérebro, tendo demonstrado pela primeira vez que a dislexia pode ocorrer como resultado de lesões dos giros supramarginal e angular. Ele também estudou a patologia da síndrome talâmica.
As inúmeras publicações de Dejerine abrangem um período de mais de 40 anos. Como muitos neurologistas eminentes de sua época, Dejerine se interessou pela psicologia nos estágios posteriores de sua carreira e é lembrado como um defensor da visão de que a personalidade do psicoterapeuta é crucial em qualquer interação com o paciente.
- "No homem, a emoção é quase tudo e a razão muito pouco" (J. Dejerine)

## Epônimos associados
- "Perda sensorial em casca de cebola" de Dejerine : Perda sensorial começando na boca e nariz e estendendo-se concentricamente para fora observada em lesões do núcleo trigeminal .
- Síndrome sensorial cortical de Dejerine : Perda de propriocepção e estereognosia com retenção de toque , dor , temperatura e vibração observada na lesão do lobo parietal .
- Síndrome de Dejerine-Mouzon : Outra síndrome do lobo parietal com grave comprometimento das modalidades primárias de sensação ( dor , sensação térmica , tátil e vibratória ).
- Síndrome de Dejerine: Síndrome de hemiplegia hipoglosso alternadalesões bulbares neurovascularesNos países de língua inglesa, esta síndrome alternada é mais conhecida como síndrome de Jackson em homenagem a John Hughlings Jackson (1835 - 1911).
- A síndrome de Dejerine também pode se referir à alexia pura .
- Paralisia de Dejerine-Klumpke : Paralisia inferior do plexo braquial que ocorre durante o parto, particularmente com partos pélvicos; este é realmente nomeado após Augusta Dejerine-Klumpke .
- Síndrome de Dejerine-Roussy : Síndrome devido a lesões do tálamo posterior. Nomeado junto com o médico francês Gustave Roussy (1874-1948).
- Doença de Dejerine-Sottas : Uma forma hereditária lentamente progressiva de neuropatia hipertrófica caracterizada por distúrbios motores e sensoriais nos membros que começam na infância ou adolescência. Nomeado junto com o neurologista francês Jules Sottas (1866-1945).
- Atrofia olivopontocerebelar de Dejerine-Thomas : Uma forma esporádica de ataxia progressiva crônica .
- Síndrome de Landouzy-Dejerine : Uma forma hereditária de distrofia muscular lentamente progressiva envolvendo principalmente a musculatura dos ombros e da face, com padrão de herança autossômico dominante. Nomeado junto com o médico francês Louis Théophile Joseph Landouzy (1845-1917).